# قرار مجلس الأمن التابع للأمم المتحدة رقم 606
قرار مجلس الأمن التابع للأمم المتحدة رقم 606، المتخذ بالإجماع في 23 ديسمبر 1987، بعد التذكير بالقرار 602 (1987) والإشارة إلى تقرير الأمين العام الذي أمر به ذلك القرار. وأدان المجلس جنوب أفريقيا لاستمرار احتلالها للأجزاء الجنوبية من جمهورية أنغولا الشعبية وتأخيرها في سحب قواتها من المنطقة.
ثم طلب المجلس من الأمين العام مواصلة رصد الانسحاب الكامل، بهدف الحصول على إطار زمني كامل من جنوب أفريقيا. كما طلب منه تقديم تقرير في أقرب وقت بخصوص الانسحاب.
تم تقديم مشروع القرار من قبل الأرجنتين والكونغو وغانا والإمارات العربية المتحدة وزامبيا. قال ممثل أنغولا الحاضر إنه بينما كانت جنوب أفريقيا تعلن انسحابها، فإنها في الواقع تعزز مواقفها، بينما قالت قوة دفاع جنوب أفريقيا إنها لا تستطيع تقديم جدول زمني.

## روابط خارجية
- نص القرار في undocs.org